# تائو دوم
سِقِنِن‌رَع تائو دوم (به انگلیسی: Seqenenre Tao II) مشهور به "تائوی شجاع" از واپسین شاهان محلی تبس در دودمان هفدهم در دوره موسوم به دوره دوم میانی مصر بود.

## خانواده
او به احتمال قوی پسر و جانشین سناختن‌رع تائو یکم مشهور به تائو یکم ارشد و همسرش شهبانو تتیشری بود. دوران دقیق فرمانروایی او نامشخص است ولی احتمال دارد که او در سال ۱۵۵۸ یا ۱۵۶۰ به تخت نشسته باشد که این را می‌توان از زمان تقریبی بر تخت نشستن اهمسه یکم حدس زد.
همسر تائو دوم شهبانو آه‌هوتپ یکم بود. دو فرزند آن‌ها که بعدها فرعون شدند به ترتیب کاموسه و اهمسه یکم بودند. کاموسه واپسین شاه دودمان هفدهم شد و اهموسه پس از دورۀ کوتاهی از تقسیم قدرت با مادرش، بنیان‌گذار دودمان هجدهم گشت. کاموسه با نام کامل "واج خپر رع کاموسه" نبردی پیروزمندانه را از تبس ضد شاهان هیکسوس به منظور آزادسازی مصر ترتیب داد ولی در یکی از نبردها اسیر و اعدام شد. آه‌هوتپ یکم پس از مرگ کاموسه مدت کوتاهی را بر تخت گذراند و جنگ با هیکسوس‌ها را ادامه داد تا آنکه اهموسه یکم به سن کافی برای بر تخت نشستن رسید. با آغاز پادشاهی اهموسه، اخراج هیکسوس‌ها از مصر کامل شد و این سرزمین دوباره یکپارچه گشت.

## مومیایی
مومیایی سقنن‌رع در سال ۱۸۸۱ در دیر البحری پیدا شد. او به همراه دیگر شاهانی از دودمان‌های هجدهم و بیستم از جمله آمنهوتپ یکم، تحوتموس یکم، تحوتموس دوم، تحوتموس سوم، رامسس یکم، ستی یکم، رامسس دوم، رامسس نهم، پسوسنس یکم، پسوسنس دوم، و سی‌آمون به خاک سپرده شده بود.
این مومیایی توسط گستون مسپرو در ۹ ژوئن ۱۸۸۶ رونمایی شد. بر روی سر جسد نشانه‌هایی از جراحت در هنگام جنگ دیده می‌شد که به گفته مسپرو
مشخص نیست که آیا او در هنگام نبرد زخمی شده یا قربانی ی دسیسه گشته. ظاهر مومیایی ثابت می‌کند که او مرگ سختی را در سن تقریبی چهل سالگی داشته. دو یا سه مرد که یا سرباز بوده‌اند یا دسیسه‌چین، او را دوره کرده و پیش از آنکه کمک برسد کشته‌اند. ضربه‌ای از یک تبر می‌بایست بخشی از گونه چپش را جدا کرده، دندان‌ها را هویدا، و فک را خرد کرده باشد و او را بیهوش به روی زمین انداخته باشد. ضربۀ دیگری می‌بایست جمجمه را به سختی آسیب رسانده باشد. دشنه یا خنجری نیز پیشانی در بالای چشم راست را پاره کرده. به نظر می‌آید که بدن برای مدتی پس از مرگ در همان مکان باقی‌مانده و پس از آنکه کشف شده، تجزیه بدن در حال رخ دادن بوده و ملازمان می‌بایست مومیایی کردن را در کمترین زمان و بهترین روش انجام می‌داده‌اند.